# Mont Jacques-Cartier
Der Mont Jacques-Cartier ist ein Berg in den Monts Chic-Chocs, einer Gebirgskette, die den Appalachen zugeordnet wird, im Südosten der kanadischen Provinz Québec.
Mit einer Höhe von 1268 m ist er der höchste Berg im Süden von Québec.
Der Berg befindet sich im östlichen Teil des Parc national de la Gaspésie auf der Gaspésie-Halbinsel.
Er beherbergt die letzte Population an Kanadischen Waldkaribus südlich des Sankt-Lorenz-Stroms.
Der Gipfel ist leicht über Wanderwege zu erreichen.